# Palaeotoma
Palaeotoma là một chi bướm đêm thuộc phân họ Tortricinae của họ Tortricidae.

## Các loài
- Palaeotoma styphelana Meyrick, 1881